# Spalacopsis howdeni
Spalacopsis howdeni är en skalbaggsart som beskrevs av Tyson 1970. Spalacopsis howdeni ingår i släktet Spalacopsis och familjen långhorningar. Inga underarter finns listade i Catalogue of Life.